# Hugh Bronson
Hugh Bronson (Apen, 12 de Março de 1961) é um político anglo-alemão, filiado ao partido de extrema-direita Alternativa para a Alemanha, e membro da Casa dos Representantes de Berlim desde 2016.
Em setembro de 2007, Bronson naturalizou-se no Reino Unido e abandonou o seu nome de nascimento "Uwe Brunßen".